# Palacio de las Convenciones
El Palacio de las Convenciones es el centro de reuniones más grande de toda Cuba. Inaugurado en 1979 para la celebración de la VI Conferencia Cumbre del Movimiento de Países No Alineados (NOAL) celebrada en La Habana. Alberga además el hotel de 4 estrellas Palco. Fue diseñado y proyectado por el destacado arquitecto cubano Antonio Quintana Simonetti. 

## Mayor centro de convenciones deCuba
El Palacio de las convenciones ha sido sede de numerosos congresos y eventos nacionales e internacionales, se destaca el ser sede las VI y XIV Conferencia-Cumbre del NOAL, la celebración de congresos internaciones de salud, educación y cultura, además de ser sede permanente de las sesiones ordinarias y extraordinarias de la Asamblea Nacional del Poder Popular (Parlamento) de Cuba.
En sus 15 salas, se han reunido intelectuales, figuras nacionales e internacionales y el pueblo cubano. Además cuenta con el hotel Palco, que con sus 178 habitaciones es un excelente lugar para hospedarse durante la celebración de eventos internacionales de gran magnitud. 

### Sala principal o auditorium
Es el principal salón y el más grande, quizás es el más conocido por todos ya que es en el donde se realizan las sesiones plenarias de los eventos. Cuenta con una capacidad para mil 700 personas ampliado al dos mil 200 lunetas. 